# Mistrovství České republiky v lyžařském orientačním běhu 2022
Mistrovství České republiky v lyžařském orientačním běhu 2022 proběhlo ve třech individuálních disciplínách.  Týmové disciplíny se z důvodu nedostatku sněhu neuskutečnily

## Mistrovství ČR na klasické trati
| Datum závodu   | 5. 2. 2022      |  | Místo konání    | Rejvíz        |  | Pořadatel       | OOB TJ Zlaté Hory           |
| Ředitel závodu | Petr Mrkvica    |  | Hlavní rozhodčí | Tomáš Novotný |  | Stavitelé tratí | Petr Mareček, Šimon Mareček |
| Název mapy     | Rejvíz SKI 2022 |  | Web závodu      |               |  | Výsledky závodu | ORIS                        |

| Zkrácené výsledky | Zkrácené výsledky | Zkrácené výsledky                    | Zkrácené výsledky | Zkrácené výsledky | Zkrácené výsledky | Zkrácené výsledky    | Zkrácené výsledky           | Zkrácené výsledky | Zkrácené výsledky |
| Pořadí            | H21 - muži        | H21 - muži                           | H21 - muži        | H21 - muži        | Pořadí            | D21 - ženy           | D21 - ženy                  | D21 - ženy        | D21 - ženy        |
| ----------------- | ----------------- | ------------------------------------ | ----------------- | ----------------- | ----------------- | -------------------- | --------------------------- | ----------------- | ----------------- |
| Zlatá medaile     | Petr Horvát       | SK Severka Šumperk                   | 1:30:05           |                   | Zlatá medaile     | Petra Fiala          | OK Lokomotiva Pardubice     | 1:20:25           |                   |
| Stříbrná medaile  | Josef Nagy        | OOB TJ Tatran Jablonec n. N.         | 1:34:36           | +4:31             | Stříbrná medaile  | Kateřina Havelíková  | VSK Přírodní vědy Praha     | 1:25:38           | +5:13             |
| Bronzová medaile  | Vojtěch Bartoš    | MLOK Mariánské Lázně                 | 1:36:26           | +6:21             | Bronzová medaile  | Anežka Hlaváčová     | KOS TJ Tesla Brno           | 1:25:54           | +5:29             |
| 4                 | Jakub Škoda       | Slavia Liberec orienteering          | 1:36:46           | +6:41             | 4                 | Petra Janovská       | SK Praga                    | 2:06:45           | +46:20            |
| 5                 | Radek Laciga      | TJ Slovan Zdravotník Praha           | 1:38:35           | +8:30             | 5                 | Iva Košárková        | OK Slavia Hradec Králové    | 2:12:37           | +52:12            |
| 6                 | Milan Venhoda     | OK Jihlava                           | 1:39:55           | +9:50             | 6                 | Jana Kolaja Ehlerová | Slavia Liberec orienteering | 2:20:00           | +59:35            |
| 7                 | Kryštof Průša     | USK Praha                            | 1:40:51           | +10:46            | 7                 | Alena Voltrová       | Oddíl OB Kotlářka           | 2:22:26           | +62:01            |
| 8                 | Vojtěch Matuš     | Sportovní klub ve Vrbně pod Pradědem | 1:44:47           | +14:42            |                   |                      |                             |                   |                   |
| 9                 | Štefan Šurgan     | OOB TJ Turnov                        | 1:47:03           | +16:58            |                   |                      |                             |                   |                   |
| 10                | Jan Hašek         | KOS Slavia Plzeň                     | 1:47:27           | +17:22            |                   |                      |                             |                   |                   |
| Pořadí            | H20 - junioři     | H20 - junioři                        | H20 - junioři     | H20 - junioři     | Pořadí            | D20 - juniorky       | D20 - juniorky              | D20 - juniorky    | D20 - juniorky    |
| Zlatá medaile     | Marek Štěrba      | TJ Slovan Karlovy Vary               | 1:24:46           |                   | Zlatá medaile     | Adéla Randáková      | OOS TJ Spartak Vrchlabí     | 1:29:33           |                   |
| Stříbrná medaile  | Radek Peňáz       | Sportovní klub ve Vrbně pod Pradědem | 1:24:48           | +0:02             | Stříbrná medaile  | Tereza Chrástová     | SK Studenec                 | 1:32:27           | +2:54             |
| Bronzová medaile  | Vojtěch Peňáz     | Sportovní klub ve Vrbně pod Pradědem | 1:26:01           | +1:15             | Bronzová medaile  | Marie Bartošová      | MLOK Mariánské Lázně        | 1:38:21           | +8:48             |
| Pořadí            | H17 - dorostenci  | H17 - dorostenci                     | H17 - dorostenci  | H17 - dorostenci  | Pořadí            | D17 - dorostenky     | D17 - dorostenky            | D17 - dorostenky  | D17 - dorostenky  |
| Zlatá medaile     | Filip Mairich     | Team Jizerky                         | 1:05:41           |                   | Zlatá medaile     | Tereza Pecková       | Slavia Liberec orienteering | 49:57             |                   |
| Stříbrná medaile  | Antonín Svoboda   | KOS Slavia Plzeň                     | 1:06:21           | +0:40             | Stříbrná medaile  | Michaela Srbová      | OK Lokomotiva Pardubice     | 50:00             | +0:03             |
| Bronzová medaile  | Vladimír Srb      | OK Jihlava                           | 1:07:29           | +1:48             | Bronzová medaile  | Hana Malečková       | USK Praha                   | 50:51             | +0:54             |

Souhrnné informace naleznete v článku Mistrovství České republiky v lyžařském orientačním běhu na klasické trati.

## Mistrovství ČR ve sprintu
| Datum závodu   | 19. 2. 2022 |  | Místo konání    | Rýmařov, areál Flemda |  | Pořadatel       | Sportovní klub ve Vrbně pod Pradědem |
| Ředitel závodu | Radek Peňáz |  | Hlavní rozhodčí | Milan Binčík          |  | Stavitel tratí  | Richard Klech                        |
| Název mapy     |             |  | Web závodu      |                       |  | Výsledky závodu | ORIS                                 |

| Zkrácené výsledky | Zkrácené výsledky | Zkrácené výsledky                    | Zkrácené výsledky | Zkrácené výsledky | Zkrácené výsledky | Zkrácené výsledky   | Zkrácené výsledky           | Zkrácené výsledky | Zkrácené výsledky |
| Pořadí            | H21 - muži        | H21 - muži                           | H21 - muži        | H21 - muži        | Pořadí            | D21 - ženy          | D21 - ženy                  | D21 - ženy        | D21 - ženy        |
| ----------------- | ----------------- | ------------------------------------ | ----------------- | ----------------- | ----------------- | ------------------- | --------------------------- | ----------------- | ----------------- |
| Zlatá medaile     | Josef Nagy        | OOB TJ Tatran Jablonec n. N.         | 22:27             |                   | Zlatá medaile     | Kateřina Havelíková | VSK Přírodní vědy Praha     | 23:23             |                   |
| Stříbrná medaile  | Jakub Škoda       | Slavia Liberec orienteering          | 22:37             | +0:10             | Stříbrná medaile  | Anežka Hlaváčová    | KOS TJ Tesla Brno           | 23:48             | +0:25             |
| Bronzová medaile  | Vojtěch Bartoš    | MLOK Mariánské Lázně                 | 23:55             | +1:28             | Bronzová medaile  | Helena Randáková    | OOS TJ Spartak Vrchlabí     | 24:47             | +1:24             |
| 4                 | Jan Hašek         | KOS Slavia Plzeň                     | 24:25             | +1:58             | 4                 | Barbora Chudíková   | OK Jihlava                  | 25:55             | +2:32             |
| 5                 | Ondřej Hlaváč     | KOB Dobřichovice                     | 25:37             | +3:10             | 5                 | Erica Edman         | KOB Dobřichovice            | 26:58             | +3:35             |
| 6                 | Radek Laciga      | TJ Slovan Zdravotník Praha           | 25:50             | +3:23             | 6                 | Zuzana Jedličková   | OK Slavia Hradec Králové    | 27:18             | +3:55             |
| 7                 | Ondřej Vystavěl   | Oddíl OS SK Prostějov                | 26:24             | +3:57             | 7                 | Petra Fiala         | OK Lokomotiva Pardubice     | 28:36             | +5:13             |
| 8                 | Tomáš Rusý        | KOB Dobřichovice                     | 26:47             | +4:20             | 8                 | Klára Nechanická    | KOS TJ Tesla Brno           | 28:44             | +5:21             |
| 9                 | Vojtěch Neumann   | VSK Přírodní vědy Praha              | 27:43             | +5:16             | 9                 | Markéta Firešová    | KOB Dobřichovice            | 29:40             | +6:17             |
| 10                | Ondra Starý       | KOB Dobřichovice                     | 29:33             | +7:06             | 10                | Hana Horvátová      | SK Severka Šumperk          | 31:56             | +8:33             |
| Pořadí            | H20 - junioři     | H20 - junioři                        | H20 - junioři     | H20 - junioři     | Pořadí            | D20 - juniorky      | D20 - juniorky              | D20 - juniorky    | D20 - juniorky    |
| Zlatá medaile     | Vojtěch Peňáz     | Sportovní klub ve Vrbně pod Pradědem | 21:59             |                   | Zlatá medaile     | Adéla Randáková     | OOS TJ Spartak Vrchlabí     | 18:56             |                   |
| Stříbrná medaile  | Radek Peňáz       | Sportovní klub ve Vrbně pod Pradědem | 22:32             | +0:33             | Stříbrná medaile  | Tereza Chrástová    | SK Studenec                 | 20:05             | +1:09             |
| Bronzová medaile  | Dan Salaba        | OK Jilemnice                         | 22:42             | +0:43             | Stříbrná medaile  | Markéta Kodejšová   | USK Praha                   | 20:05             | +1:09             |
| Pořadí            | H17 - dorostenci  | H17 - dorostenci                     | H17 - dorostenci  | H17 - dorostenci  | Pořadí            | D17 - dorostenky    | D17 - dorostenky            | D17 - dorostenky  | D17 - dorostenky  |
| Zlatá medaile     | Filip Mairich     | Team Jizerky                         | 19:53             |                   | Zlatá medaile     | Michaela Srbová     | OK Lokomotiva Pardubice     | 19:05             |                   |
| Stříbrná medaile  | Jan Zurynek       | OOB TJ Tatran Jablonec n. N.         | 20:12             | +0:19             | Stříbrná medaile  | Hana Malečková      | USK Praha                   | 19:06             | +0:01             |
| Bronzová medaile  | Vladimír Srb      | OK Jihlava                           | 20:52             | +0:59             | Bronzová medaile  | Tereza Pecková      | Slavia Liberec orienteering | 19:53             | +0:48             |

Souhrnné informace naleznete v článku Mistrovství České republiky v lyžařském orientačním běhu ve sprintu.

## Mistrovství ČR na krátké trati
| Datum závodu   | 27. 2. 2022     |  | Místo konání    | Nové Město, areál Eduard |  | Pořadatel       | KOS Slavia Plzeň |
| Ředitel závodu | Stanislav Rauch |  | Hlavní rozhodčí | Aleš Richtr              |  | Stavitel tratí  | Lukáš Richtr     |
| Název mapy     | Eduard          |  | Web závodu      | web                      |  | Výsledky závodu | ORIS             |

| Zkrácené výsledky | Zkrácené výsledky | Zkrácené výsledky                    | Zkrácené výsledky | Zkrácené výsledky | Zkrácené výsledky | Zkrácené výsledky   | Zkrácené výsledky           | Zkrácené výsledky | Zkrácené výsledky |
| Pořadí            | H21 - muži        | H21 - muži                           | H21 - muži        | H21 - muži        | Pořadí            | D21 - ženy          | D21 - ženy                  | D21 - ženy        | D21 - ženy        |
| ----------------- | ----------------- | ------------------------------------ | ----------------- | ----------------- | ----------------- | ------------------- | --------------------------- | ----------------- | ----------------- |
| Zlatá medaile     | Ondřej Hlaváč     | KOB Dobřichovice                     | 35:51             |                   | Zlatá medaile     | Petra Fiala         | OK Lokomotiva Pardubice     | 30:12             |                   |
| Stříbrná medaile  | Jakub Škoda       | Slavia Liberec orienteering          | 36:31             | +0:40             | Stříbrná medaile  | Erica Edman         | KOB Dobřichovice            | 32:08             | +1:56             |
| Bronzová medaile  | Petr Horvát       | SK Severka Šumperk                   | 37:08             | +1:17             | Bronzová medaile  | Kateřina Havelíková | VSK Přírodní vědy Praha     | 33:35             | +3:23             |
| 4                 | Jan Hašek         | KOS Slavia Plzeň                     | 37:32             | +1:41             | 4                 | Anežka Hlaváčová    | KOS TJ Tesla Brno           | 33:44             | +3:32             |
| 5                 | Kryštof Průša     | USK Praha                            | 38:19             | +2:28             | 5                 | Helena Randáková    | OOS TJ Spartak Vrchlabí     | 33:49             | +3:37             |
| 6                 | Radek Laciga      | TJ Slovan Zdravotník Praha           | 39:59             | +4:08             | 6                 | Markéta Firešová    | KOB Dobřichovice            | 35:17             | +5:05             |
| 7                 | Tomáš Rusý        | KOB Dobřichovice                     | 41:29             | +5:38             | 7                 | Zuzana Jedličková   | OK Slavia Hradec Králové    | 35:46             | +5:34             |
| 8                 | Vojtěch Matuš     | Sportovní klub ve Vrbně pod Pradědem | 41:30             | +5:39             | 8                 | Daniela Tomešová    | Sportcentrum Jičín          | 43:37             | +13:25            |
| 9                 | Ondřej Vystavěl   | Oddíl OS SK Prostějov                | 41:48             | +5:57             | 9                 | Romana Mrázková     | Sportcentrum Jičín          | 44:01             | +13:49            |
| 10                | Vojtěch Neumann   | VSK Přírodní vědy Praha              | 42:12             | +6:21             | 10                | Iva Kopáčková       | OOB SK Chrast               | 45:08             | +14:56            |
| Pořadí            | H20 - junioři     | H20 - junioři                        | H20 - junioři     | H20 - junioři     | Pořadí            | D20 - juniorky      | D20 - juniorky              | D20 - juniorky    | D20 - juniorky    |
| Zlatá medaile     | Marek Štěrba      | TJ Slovan Karlovy Vary               | 33:23             |                   | Zlatá medaile     | Adéla Randáková     | OOS TJ Spartak Vrchlabí     | 29:50             |                   |
| Stříbrná medaile  | Matyáš Zakouřil   | USK Praha                            | 36:17             | +2:54             | Stříbrná medaile  | Tereza Chrástová    | SK Studenec                 | 31:35             | +1:45             |
| Bronzová medaile  | Radek Peňáz       | Sportovní klub ve Vrbně pod Pradědem | 37:22             | +3:59             | Bronzová medaile  | Marie Bartošová     | MLOK Mariánské Lázně        | 34:57             | +5:07             |
| Pořadí            | H17 - dorostenci  | H17 - dorostenci                     | H17 - dorostenci  | H17 - dorostenci  | Pořadí            | D17 - dorostenky    | D17 - dorostenky            | D17 - dorostenky  | D17 - dorostenky  |
| Zlatá medaile     | Filip Mairich     | Team Jizerky                         | 30:58             |                   | Zlatá medaile     | Hana Malečková      | USK Praha                   | 20:41             |                   |
| Stříbrná medaile  | Antonín Svoboda   | KOS Slavia Plzeň                     | 33:13             | +2:15             | Stříbrná medaile  | Tereza Pecková      | Slavia Liberec orienteering | 21:46             | +1:05             |
| Bronzová medaile  | David Elleder     | USK Praha                            | 33:24             | +2:26             | Bronzová medaile  | Michaela Srbová     | OK Lokomotiva Pardubice     | 22:05             | +1:24             |

Souhrnné informace naleznete v článku Mistrovství České republiky v lyžařském orientačním běhu na krátké trati.